# Apterostigma bruchi
Apterostigma bruchi é uma espécie de inseto do gênero Apterostigma, pertencente à família Formicidae.